# ATP Challenger Prag
Das ATP Challenger Prag (offizieller Name: Sparta Prague Open) war ein von 1996 bis 2016 sowie von 2021 bis 2023 jährlich stattfindendes Tennisturnier in Prag, Tschechien. Es war Teil der ATP Challenger Tour und wurde im Freien auf Sand ausgetragen. In den Jahren 2009 und 2010 wurde das Turnier nicht ausgetragen, jedoch 2011 wieder im Rahmen der ATP Challenger Tour in den Turnierkalender aufgenommen. Jan Hernych gewann als einziger Spieler das Turnier im Einzel dreimal.

## Liste der Sieger

### Einzel
| Jahr                         | Sieger               | Finalgegner       | Ergebnis         |
| ---------------------------- | -------------------- | ----------------- | ---------------- |
| 2023                         | Jakub Menšík         | Dominik Koepfer   | 6:4, 6:3         |
| 2022                         | Sebastian Ofner      | Dalibor Svrčina   | 6:0, 6:4         |
| 2021                         | Dalibor Svrčina      | Dmitri Popko      | 6:0, 7:5         |
| 2017–2020: nicht ausgetragen |                      |                   |                  |
| 2016                         | Adam Pavlásek        | Stéphane Robert   | 6:4, 3:6, 6:3    |
| 2015                         | Norbert Gombos       | Albert Montañés   | 7:65, 5:7, 7:62  |
| 2014                         | Lukáš Rosol (2)      | Jiří Veselý       | 3:6, 6:4, 6:4    |
| 2013                         | Alexander Nedowessow | Javier Martí      | 6:0, 6:1         |
| 2012                         | Horacio Zeballos     | Martin Kližan     | 1:6, 6:4, 7:66   |
| 2011                         | Lukáš Rosol (1)      | Alex Bogomolow    | 7:61, 5:2 aufgg. |
| 2009–2010: nicht ausgetragen |                      |                   |                  |
| 2008                         | Jan Hernych (3)      | Lukáš Dlouhý      | 4:6, 6:2, 6:4    |
| 2007                         | Dušan Lojda          | Jiří Vaněk        | 6:73, 6:2, 7:65  |
| 2006                         | Robin Vik            | Jan Hájek         | 6:4, 7:64        |
| 2005                         | Jan Hernych (2)      | Jiří Vaněk        | 3:6, 6:4, 6:3    |
| 2004                         | Jan Hernych (1)      | Ivo Minář         | 6:1, 6:4         |
| 2003                         | Sjeng Schalken       | Albert Montañés   | 1:6, 6:1, 6:4    |
| 2002                         | Olivier Patience     | Todd Larkham      | 4:6, 7:5, 6:3    |
| 2001                         | Sláva Doseděl        | Jan Hernych       | 6:2, 4:6, 6:1    |
| 2000 (2)                     | Jan Vacek            | Ivo Heuberger     | 6:77, 7:5, 6:3   |
| 2000 (1)                     | Albert Montañés      | Filippo Volandri  | 6:1, 6:1         |
| 1999 (2)                     | Davide Sanguinetti   | Petr Kralert      | 7:5, 2:6, 6:3    |
| 1999 (1)                     | Michal Tabara (2)    | Jean-René Lisnard | 6:4, 6:1         |
| 1998                         | Michal Tabara (1)    | Wolfgang Schranz  | 6:2, 6:1         |
| 1997                         | Albert Portas        | Fernando Vicente  | 6:1, 6:4         |
| 1996                         | Galo Blanco          | Gustavo Kuerten   | 6:1, 6:2         |

### Doppel
| Jahr                         | Sieger                                | Finalgegner                              | Ergebnis          |
| ---------------------------- | ------------------------------------- | ---------------------------------------- | ----------------- |
| 2023                         | Dan Added Albano Olivetti             | Miķelis Lībietis Hunter Reese            | 6:4, 6:3          |
| 2022                         | Francisco Cabral Szymon Walków        | Tristan Lamasine Lucas Pouille           | 6:2, 7:612        |
| 2021                         | Jonáš Forejtek Michael Vrbenský       | Jewgeni Karlowski Jewgeni Tjurnew        | 6:1, 6:4          |
| 2017–2020: nicht ausgetragen |                                       |                                          |                   |
| 2016                         | Tomasz Bednarek Nikola Mektić         | Zdeněk Kolář Matěj Vocel                 | 6:4, 5:7, [10:7]  |
| 2015                         | Mateusz Kowalczyk Igor Zelenay        | Roberto Maytín Miguel Ángel Reyes Varela | 6:2, 7:65         |
| 2014                         | Roman Jebavý Jiří Veselý              | Lee Hsin-han Zhang Ze                    | 6:1, 6:3          |
| 2013                         | Lee Hsin-han Peng Hsien-yin           | Vahid Mirzadeh Denis Zivkovic            | 6:4, 4:6, [10:5]  |
| 2012                         | Lukáš Rosol (2) Horacio Zeballos      | Martin Kližan Igor Zelenay               | 7:5, 2:6, [12:10] |
| 2011                         | František Čermák (2) Lukáš Rosol (1)  | Christopher Kas Alexander Peya           | 6:3, 6:4          |
| 2009–2010: nicht ausgetragen |                                       |                                          |                   |
| 2008                         | Lukáš Dlouhý Petr Pála (2)            | Dušan Karol Jaroslav Pospíšil            | 6:72, 6:4, [10:6] |
| 2007                         | Tomáš Cibulec Jordan Kerr (2)         | Leoš Friedl David Škoch                  | 6:4, 6:2          |
| 2006                         | Petr Pála (1) David Škoch             | Ramón Delgado Sergio Roitman             | 6:0, 6:0          |
| 2005                         | Jordan Kerr (1) Sebastián Prieto      | Travis Parrott Rogier Wassen             | 6:4, 6:3          |
| 2004                         | Karol Kučera Cyril Suk                | Martin Damm Dušan Karol                  | 6:3, 6:75, 6:3    |
| 2003                         | Tomáš Berdych Michal Navrátil (2)     | Martín Alberto García Sebastián Prieto   | 6:4, 3:6, 6:4     |
| 2002                         | František Čermák (1) Ota Fukárek      | Jaroslav Levinský David Škoch            | 6:4, 6:3          |
| 2001                         | Jaroslav Levinský Michal Navrátil (1) | Noam Behr Andy Ram                       | 6:3, 6:1          |
| 2000 (2)                     | František Čermák Ota Fukárek          | Tomáš Cibulec Leoš Friedl                | 6:4, 6:3          |
| 2000 (1)                     | Kristian Pless Aisam-ul-Haq Qureshi   | Ivo Heuberger Ville Liukko               | 6:4, 6:4          |
| 1999 (2)                     | Petr Kovačka Pavel Kudrnáč            | Petr Dezort Leoš Friedl                  | 6:0, 6:1          |
| 1999 (1)                     | Michal Tabara Radomír Vašek           | Tomáš Cibulec Petr Pála                  | 6:2, 6:0          |
| 1998                         | Juan Balcells Nenad Zimonjić          | Jiří Novák Radek Štěpánek                | 7:6, 7:6          |
| 1997                         | Mahesh Bhupathi Leander Paes          | Devin Bowen Tuomas Ketola                | 6:4, 6:0          |
| 1996                         | Donald Johnson Francisco Montana      | Aleksandar Kitinov Sébastien Leblanc     | 3:6, 6:3, 6:1     |